# Thomas-Henri Martin
Pour les articles homonymes, voir Thomas Martin et Martin.
Thomas-Henri Martin , né le 4 février 1813 à Bellême, mort le 9 février 1884 à Rennes, est un helléniste, historien des sciences et philosophe spiritualiste français,  professeur de littérature ancienne et doyen de la Faculté des lettres de Rennes.

## Biographie
Il est le fils de Stanislas Martin, qui exerce les fonctions de juge de paix du canton de Bellême.
D'abord élève au petit séminaire de Sées, il entra en 1831 à l'École normale, et fut agrégé de lettres en 1834. Docteur ès lettres dès 1836 (avec une thèse latine sur Spinoza, diatribe contre le philosophe, et une thèse française sur la Poétique d'Aristote), il fut nommé, en 1838 (année de la création de plusieurs facultés de lettres et de sciences en province), professeur de littérature ancienne à la Faculté des Lettres de Rennes. Il devint doyen de cette même Faculté dès 1845, et conserva cette double fonction jusqu'en 1880.
Le principal objet de ses recherches a été l’histoire des doctrines philosophiques, et particulièrement des théories scientifiques, dans l'Antiquité. Sa première publication sur le sujet fut, en 1841, les Études sur le Timée de Platon (ou Traité de la Nature, avec le texte grec revu, une traduction, et un commentaire prenant la forme de dissertations sur : l'Atlantide, sur l'origine du monde et l'âme du monde, la théologie, la psychologie platoniciennes, la musique grecque antique, les systèmes astronomiques de l'Antiquité, etc.); cet ouvrage reçut le prix de la traduction de l'Académie française et retint l'attention de Victor Cousin, dont Martin avait suivi les cours à l'École normale. En 1849, il publia le traité d'astronomie du platonicien Théon de Smyrne (avec une traduction latine), et la même année un ouvrage en deux volumes intitulé  Philosophie spiritualiste de la nature. Introduction à l’histoire des sciences physiques dans l’Antiquité (ouvrage à nouveau primé par l'Académie française). Le 19 janvier 1850, il fut élu correspondant de l'Académie des sciences morales et politiques. Il fut également correspondant de l'Académie de Berlin.
Il publia ensuite des mémoires dans la Revue archéologique (en 1853 un Mémoire où se trouve restitué, pour la première fois, le calendrier luni-solaire chaldéo-macédonien ; en 1854 un mémoire sur la géographie mathématique des Anciens...). En 1854 parurent ses Recherches sur la vie et les ouvrages d'Héron d'Alexandrie, insérées dans le recueil des savants étrangers de l'Académie des inscriptions et belles-lettres, et en 1864, dans le même recueil, son mémoire Sur les observations astronomiques envoyées, dit-on, de Babylone en Grèce par Callisthène ; cette dernière académie, longtemps, ne l'élut pas membre pour la seule raison qu'il n'habitait pas Paris, et il n'y entra que le 7 juillet 1871. Un grand nombre de ses travaux furent également publiés dans le Bulletin de bibliographie et d’histoire des sciences mathématiques et physiques dirigé par le prince Baldassare Boncompagni. En 1866, il réunit plusieurs études en un volume intitulé La foudre, l'électricité et le magnétisme chez les Anciens. En 1874, dans le Recueil de l'Académie des inscriptions et belles-lettres parurent les Hypothèses astronomiques chez les Grecs et chez les Romains.
Animé d'une foi catholique ardente, il publia notamment à ce sujet un livre intitulé La vie future (1855 ; éditions augmentées en 1858 et 1870). En 1863, il donna une brochure intitulée Des superstitions dangereuses pour la science et des doctrines qui les restreignent et qui les favorisent, où il soutient que la science, menacée par des superstitions « naturalistes », en est protégée par la philosophie chrétienne. En 1869, il republia ce texte avec d'autres essais : La science et les sciences ; Dieu, le monde et l'infini mathématique ; La science physiologique et l'hypothèse matérialiste ; L'hétérogénie et l'origine de la vie sur terre ; L'âme et la vie du corps. Il fit d'autre part paraïtre en 1866 une biographie de Galilée (Galilée, sa vie, ses découvertes et ses travaux), où il défend ardemment le savant, qu'il présente comme le fondateur de la science expérimentale moderne.
Son enseignement à la Faculté de Rennes ne portait pas sur ses travaux en histoire des sciences, mais d'abord sur les littératures grecque et latine, et ensuite (quand les chaires furent séparées) sur la seule littérature grecque. Il a notamment publié dans le Recueil de l'Académie des inscriptions et belles-lettres une étude sur le mythe de Prométhée chez Eschyle.